# La Marine triomphe
Pour plus de détails, voir Fiche technique et Distribution.
La Marine triomphe (The Navy Comes Through) est un film américain en noir et blanc réalisé par A. Edward Sutherland, sorti en 1942.

## Synopsis
En 1940, le témoignage du chef mitrailleur Mike Mallory lors d'une commission d'enquête de la marine américaine concernant un accident mortel de tourelle de canon, met fin à la carrière du lieutenant de vaisseau Tom Sands. La situation est compliquée par le fait que la sœur de Sands et Mallory, Myra, sont amoureuses. Par la suite, Sands démissionne de sa commission et rompt avec Myra, lui disant qu'il n'y a pas d'avenir pour eux.
Lorsque les États-Unis entrent dans la Seconde Guerre mondiale le 7 décembre 1941, cependant, Sands rejoint la marine en tant qu'homme enrôlé. Par chance, il est affecté à Mallory, à leur mécontentement mutuel. Eux et le reste des hommes de Mallory sont déçus d'être affectés à l'équipage des canons du cargo Sybil Gray. Lorsque Myra vient accompagner son frère (bien qu'elle soit affectée au même convoi qu'une infirmière de la Marine), elle rencontre Sands, qu'elle n'avait pas revu depuis l'enquête.
A bord, le barreur G. Berringer reconnaît Sands, faisant de lui un paria parmi les marins de la marine. Lors du voyage vers l'Angleterre, ils sont attaqués par un sous-marin allemand à la surface. Ils échangent des tirs, avant que le sous-marin ne soit chassé par des navires de guerre d'escorte. Le docteur lieutenant-commandant Murray et Myra sont amenés à bord pour opérer Bayless, grièvement blessé dans les combats. Ils restent sur le navire pour éviter de retarder davantage le convoi. Une rencontre imminente avec un cuirassé de poche allemand dans le brouillard amène Sands à admettre à Myra qu'il l'aime toujours.
Plus tard, deux avions allemands mitraillent et bombardent le Sybil Gray. Lorsque Myra est assommée par la chute de débris, Sands abandonne sa mitrailleuse pour la transporter en lieu sûr. Pendant son absence, Berringer, l'autre marin aux commandes du canon, est mortellement blessé. Les deux avions sont abattus, mais les marins pensent maintenant que Sands est un lâche.
Lorsque la radio de "Babe" Duttson intercepte un message allemand, le "Néerlandais" Croner d'origine autrichienne, est capable de l'interpréter. Il informe Mallory qu'un navire de ravitaillement sous-marin allemand est à proximité. Mallory persuade le capitaine du cargo de changer de cap et de capturer le navire. À l'insu des Américains, une fois que le capitaine allemand se rend compte qu'il ne peut pas s'enfuir, il a l'une des torpilles truquées pour exploser après un délai, mais le suspect Sands déjoue ce stratagème.
Puis, il désobéit à l'ordre de Mallory de guider le navire allemand vers Belfast. Il a décidé qu'ils pouvaient charger des sous-marins sans méfiance avec des torpilles piégées. Comme Sands est le seul navigateur qualifié disponible, Mallory n'a d'autre choix que d'accepter. Le plan se déroule sans accroc les trois premières fois, mais un officier du quatrième sous-marin reconnaît Dutch comme un célèbre violoniste anti-nazi. Les deux navires échangent des tirs. Puis un autre sous-marin fait surface et rejoint la bataille. Les Américains coulent les deux sous-marins, mais la cale du ravitailleur est incendiée. Lorsque Mallory va s'en occuper, il est submergé par les vapeurs. Sands le sauve. Après l'action, Sands interroge Mallory sur ses actions pendant la bataille qui a mis en danger leur navire. Mallory admet que la situation était similaire à celle dans laquelle il a témoigné contre Sands, sauf que personne n'a survécu pour prouver que Sands n'était pas négligent. De retour aux États-Unis, la commission d'enquête est reconvoquée et Sands est réintégré en tant qu'officier.

## Fiche technique
- Titre français : La Marine triomphe
- Titre original : The Navy Comes Through
- Réalisation : A. Edward Sutherland
- Scénario : Borden Chase, Earl Baldwin, John Twist, Roy Chanslor et Æneas MacKenzie
- Photographie : Nicholas Musuraca
- Musique : Roy Webb
- Montage : Samuel E. Beetley
- Société de production : RKO Pictures
- Société de distribution : RKO Pictures
- Pays de production :  États-Unis
- Langue originale : anglais américain
- Format : noir et blanc — 1.37:1 — son : mono
- Genre : guerre
- Durée : 82 min
- Date de sortie : 30 octobre 1942 (États-Unis)

## Distribution
- Pat O'Brien : Michael Mallory
- George Murphy : Thomas Sands
- Jane Wyatt : Myra Mallory
- Jackie Cooper : Joe Duttson
- Carl Esmond : Richard Kroner
- Max Baer : Coxswain G. Berringer
- Desi Arnaz : Pat Tarriba
- Ray Collins : Capitaine McCall
- Frank Jenks : Sampier
- Frank Fenton : Hodum

Acteurs non crédités
- Monte Montague : le troisième officier en second
- Mary Young : Mme Duttson